# Heide (Kuringen)
Heide (ook gekend als Kuringerheide) is een wijk en voormalig gehucht van Kuringen, gelegen ten noorden van het Albertkanaal.

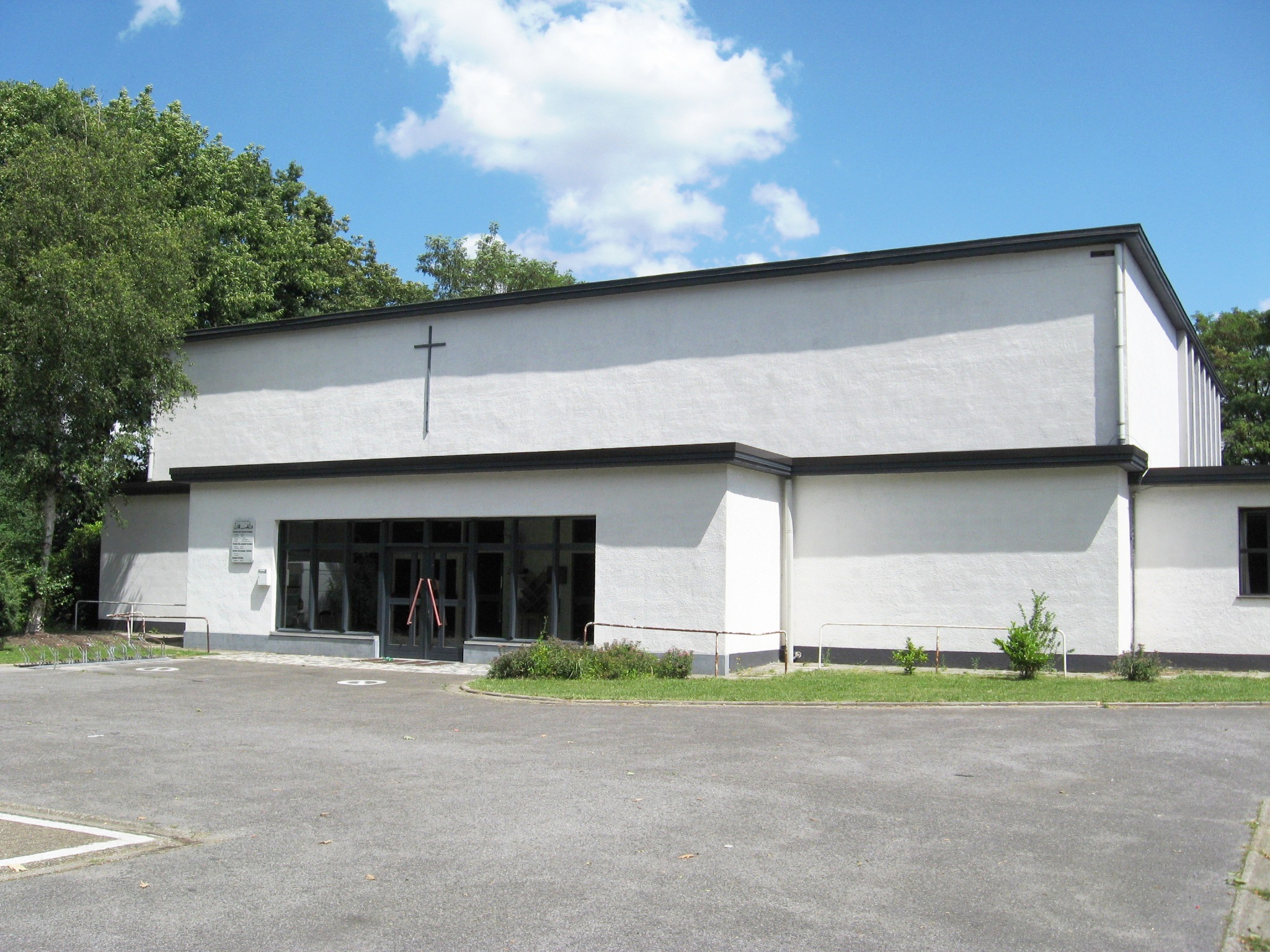
Sint-Janskerk te Heide

De wijk is pas na de Tweede Wereldoorlog tot ontwikkeling gekomen als woonwijk. In de Sint-Janswijk bevindt zich de Sint-Janskerk.
Naar aanleiding van de patroon van de kerk spreekt men wel van Sint-Jansheide.
Ten noordwesten van Heide bevindt zich het natuurgebied Kolberg.